# Вежа Ружанка (Кам'янець-Подільська фортеця)
Ве́жа Ружа́нка (Рожа́нка) — наріжна вежа № 4 Старого замку міста Кам'янець-Подільський. У деяких джерелах зустрічається назви Дитинцева, Бурграбська, Креслава. Пам'ятка — характерний приклад наріжних фланкувальних веж.

## Назва
Назва Рожанка (Ружанка) походить від пол. róg, тобто ріг, й означає «наріжна вежа», «вежа на розі».

## Згадка в історичних джерелах
Опис вежі є в «Реєстрі всіх будівель навколо замку Кам'янецького» за 1544 рік:

| «Між старими брамами і новими, який Іов передбачає побудувати біля самої лазні, розташована вежа, так звана Стара Рожанка, вже зовсім було зруйнована й розорена до такої міри, що жодної бійниці на верху її не лишилося; тут, за вказівкою Іова, знято та вивезено землі на 9 ліктів завглибшки, і закладено фундамент під браму в тому місці, де задумано облаштувати приміщення для брамника при новій брамі; для цього весь матеріал мається вже в повній готовності; тут буде облаштовано два склепіння, а також вікно з тесаного каменю, з ґратами із 7-ми прутів, звідки, якби, — боронь Боже, — ворог вторгся у браму, можна було б стріляти і захищатися… З цієї вежі Іов бажає зробити таємний спуск до криниці, про що повинен буде знати тільки староста, та ще підстароста. Верхнє приміщення цієї вежі буде реставровано, викладено колодами; облаштована бійниця, з якої можна буде пострілами захищати новий міст».[1] |
В описі за 1613 рік «Інвентар і люстрація староств Кам'янецького та Летичівського» вежа згадується як Дитинцева:

| «Вгору від брами – сходи кам'яні до сіней і праворуч кімната без дверей, у сінях вікно з ґратами, кухня, обкладена каменем, без димаря, з неї кімната і комора, й обидві двері на завісах, кімната стелі не має; на трьох вікнах ґрати залізні; із сіней навпроти тайник склепінчастий у землі йде аж до вежі Дитинцевої, де злочинців саджають, і там, через цю вежу був хід до Дитинця, але двері замуровані, щоб злочинці не тікали.».[2] |

## Історія

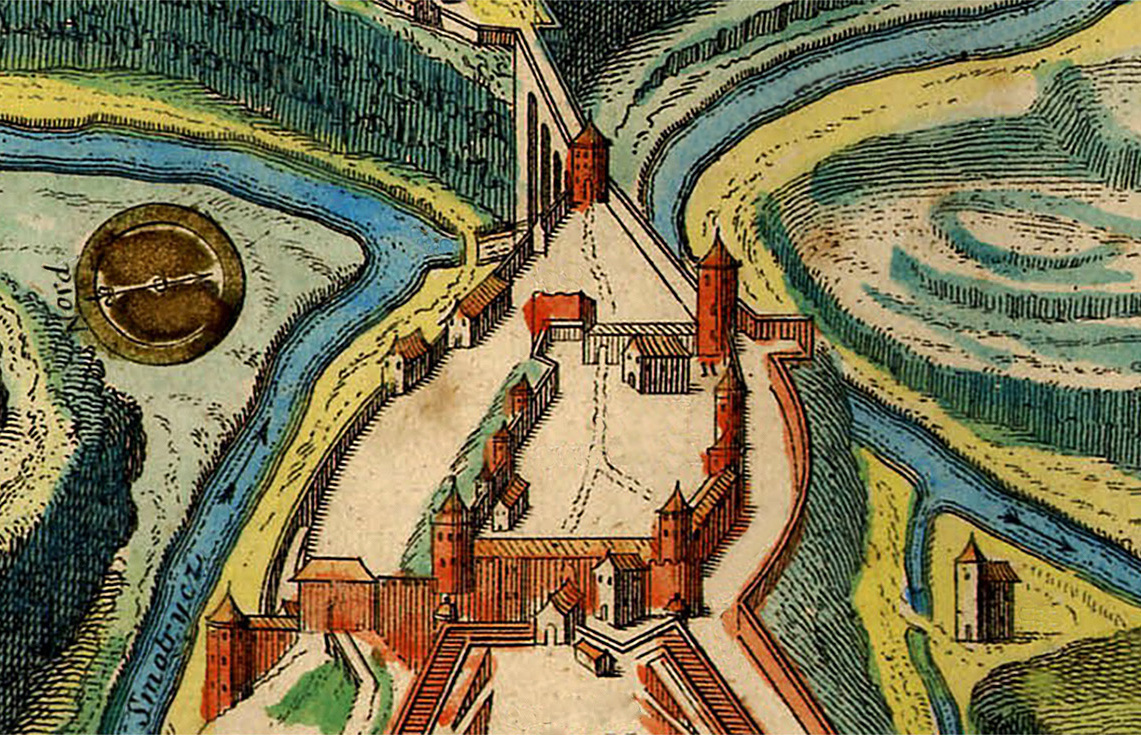
Ружанка (третя зліва у нижньому куті), малюнок 1691

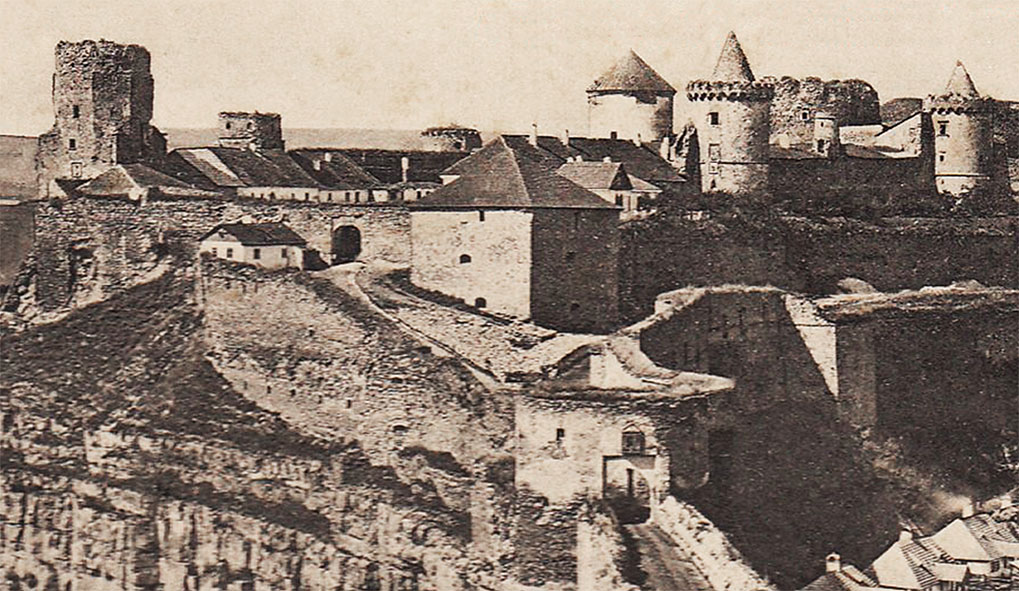
Ружанка (крайня справа), фото 1875 року

1394 року Кам'янцем заволодів Владислав Ягелло. Король одразу наказав завести до укріплення гармати і порох.
1395 року Ягелло віддав Західне Поділля із Кам'янцем за особливі заслуги краківському воєводі Спитку з Мельштина «у вічне і безповоротне володіння». Магнат розпочав будівництво Рожанку разом із трьома іншими потужними вежами: Ковпаком, Лянцкоронською, і Тенчинською. Після загибелі Спитка у битві з татарами на річці Ворскла у 1399 році фортифікацію Кам’янця завершив король Владислав Ягелло.
Будівництво закінчено на початку XV століття. 1505 року до вежі з боку двору добудували триповерхову споруду, а замість машикулі на східному фасаді зробили вікно і встановили над ним пам'ятну плиту.
1544 року військовий інженер й архітектор Йов Претфес (Претвич) перебудував третій ярус вежі і добудував до неї триповерхову споруду. Під час штурму 1672 року на вежі була пошкоджена верхня частина парапету з бійницями. 1771 року північно-західний фасад вежі був забудований на висоту чотирьох ярусів ескарповою стіною. 1790 року з облаштуванням батареї уздовж північно-східного фасаду замку вежу засипали зовні майже на півтора ярусу.

## Опис
Вежа захищала замкову браму. Згодом вежу з'єднали з Водяною вежею в єдину оборонно-гідротехнічну систему міста.
Утворює північний зовнішній ріг головного двору Старого замку. Висота вежі становить 12 м з боку замку і 15 м — із північного двору. Її діаметр — 8,8 м, товщина кам'яних мурів — 2 — 2,5 м. Діаметр першого ярусу — 9,7 м, товщина парапетної стіни — 0,9 м. Перекриття в башті — плоскі по балках, над четвертим ярусом — конічна кам'яна баня. Бійниці ключоподібної форми. Під кронштейнами і навколо бійниць фрагментарно збереглося давнє тинькування з геометричним поліхромним малюнком. Білокам'яні профілі кронштейнів і між'ярусний карниз виконані у пізньоготичному стилі.
На білокам'яній плиті, вмурованій у східний фасад вежі, над ренесансним обрамленням вікна третього ярусу, викарбувано латиною:
| TURRIS CRESLAI EPI WLADISLAVI ENSSIS HUIUS CA STRI FUNDATO RIS IMPENSSIS EST FINITA 1505 |

Напис перекладається як: «Вежа Креслава, єпископа Вдадиславська, цього укріплення засновника на [його] кошти закінчена 1505 року».
Належить до так званого краківського типу: разом із Лянцкоронською і Тенчинською вежами має кам'яний ковпак. Подібні прийоми фортифікації в Україні більше не зустрічаються.
Під парапетом вежі зберігся фрагмент первісного кольорового геометричного орнаменту у вигляді фризу. На інших деталях вежі (порталах, обрамленнях вікон, бійниць) залишилися каменярські знаки мулярів. Серед цих знаків один, вирізьблений на стійці порталу головного входу до башти, допоміг реставраторам відтворити первинний вигляд споруди. Знак, що нагадував перехрещені списи й меч, за своїм розміром у кілька разів перевищував інші знаки. Виявилося, що він є своєрідним закодованим креслеником споруди, оскільки розміри окремих елементів цього знаку є сумірними до основних розмірів вежі. Зрештою, висоту даху вежі реставратори вирахували на підставі одного з розмірів цього знаку.

## Реставраційні роботи
У 1946-1952 роках провели консерваційні роботи фортеці. У 1960-х роках під керівництвом архітектора-реставратора Євгенії Пламеницької проводились планомірні архітектурно-археологічні дослідження укріплень Старого замку. Державний науково-дослідний інститут теорії та історії архітектури та містобудування опрацював Генеральну програму консерваційно-реставраційних робіт по Старому замку та архітектурну концепцію реставрації, розроблену Є. Пламеницькою. У 1960-1980-х роках здійснили консервацію та реставрацію значної частини замкових укріплень, зокрема і Денної вежі.
Нові масштабні реставраційні роботи провели згідно з «Перспективною програмою консерваційних і реставраційних робіт по комплексу Старого і Нового замків» 1999 року, автором якої була дочка Євгенії Пламеницької  Ольга Пламеницька.